# Villa Valmarana (Lisiera)
La Villa Valmarana, también conocida como Villa Valmarana Scagnolari Zen, es una villa del siglo XVI relacionada con el arquitecto Andrea Palladio. Se encuentra en la localidad de Lisiera, en el municipio italiano de Bolzano Vicentino y fue originalmente construida en los años 1560. Se cree que fue proyectada por Palladio en torno al año 1563.
Forma parte del conjunto de villas palladianas nombradas Patrimonio de la Humanidad por la Unesco en 1994 y 1996.

## Historia

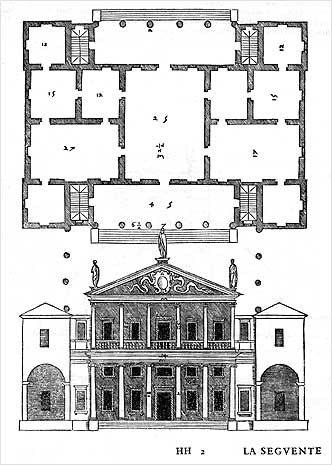
Versión del proyecto contenida en Los cuatro libros de arquitectura.

La villa que se conserva hoy es muy distinta de aquella proyectada por Palladio para Gianfrancesco Valmarana. La villa quedó casi destruida por completo durante la Segunda Guerra Mundial pero ha sido reconstruida. Incluso antes del daño causado por la guerra, el edificio no tenía un parecido cercano con el plano que Palladio publicó en Los cuatro libros de arquitectura en 1570. El proyecto que aparece en Los cuatro libros muestra una estructura con doble orden de logias cerradas por torretas entre ambos frentes, pero el diseño en este caso muestra -más que en otros- diversas incertidumbres e imprecisiones. En cualquier caso, la obra de la villa se interrumpió en 1566, año de la muerte de Gianfrancesco. Y probablemente se acabó económicamente por el sobrino, Leonardo Valmarana (hijo de su hermano Giovanni Alvise), comitente de la capilla Valmarana en Santa Corona en Vicenza y heredero del gran palacio palladiano de la familia (Palacio Valmarana). El segundo orden de las logias no fue jamás construido y el sector mediano se acabó con una especie de ático.